# 埃氏擬鮋
埃氏擬鮋（学名：Scorpaenopsis eschmeyeri）是輻鰭魚綱鮋形目鮋亞目鮋科的其中一種，為亞熱帶海水魚，分布於西南太平洋斐濟及新喀里多尼亞海域，棲息深度1-24公尺，體長可達7.6公分。棲息在珊瑚礁底層水域，生活習性不明。

## 扩展阅读
維基物種上的相關：埃氏擬鮋